# Il più grande pasticcere (prima edizione)
La prima edizione della versione italiana del talent show culinario Il più grande pasticcere è andata in onda dal 25 novembre 2014 su Rai 2.
In questa versione la presentatrice è Caterina Balivo, i giudici sono i pasticceri Luigi Biasetto, Leonardo Di Carlo e Roberto Rinaldini insieme al tutor nelle prove esterne Iginio Massari e le puntate sono commentate dalla stessa Caterina Balivo.
In questo talent partecipano 10 aspiranti pasticceri tutti reclutati presso la Boscolo Etoile Academy di Tuscania.

## Concorrenti
| Concorrente               | Età | Città/Origine    | Anni d'esperienza | Posizione                       |
| ------------------------- | --- | ---------------- | ----------------- | ------------------------------- |
| Antonio Daloiso           | 25  | Barletta         | 12                | Vincitore                       |
| Gianluca Forino           | 25  | Roma             | 5                 | Secondo classificato            |
| Roberto Cantolacqua       | 32  | Tolentino (MC)   | 15                | Terzo classificato              |
| Naausica Viani            | 28  | Bibbiano (RE)    | 5                 | Eliminata nella quarta puntata  |
| Giada Baldari             | 37  | Napoli           | 4                 | Eliminati nella terza puntata   |
| Emilio Glorioso           | 25  | Palermo          | 6                 | Eliminati nella terza puntata   |
| Silvia Federica Boldetti  | 26  | Torino           | 2                 | Eliminati nella seconda puntata |
| Martina Presta            | 24  | Milano           | 8                 | Eliminati nella seconda puntata |
| Valentina Urbini          | 34  | Roma             | 6                 | Eliminati nella prima puntata   |
| Anthony Nilantha Gamameda | 42  | Sri Lanka - Roma | 12                | Eliminati nella prima puntata   |

## Prove
- Prima prova: gli aspiranti pasticceri devono preparare un dolce nel gusto e nella presentazione secondo un tema scelto dai giudici ed entro un termine prestabilito. Al termine di questa prova, poi, dopo l'assaggio da parte dei giudici verranno decretati i peggiori della prova che andranno a disputare la prova eliminatoria.
- Prova in esterna: in questa prova, i concorrenti che hanno superato la prima precedente dovranno realizzare un dessert o un buffet di dolci per un evento particolare che si svolge in un determinato luogo italiano, confrontandosi con la tradizione della pasticceria italiana divisi in squadre o in coppie e assistiti dal tutor Iginio Massari. Al termine di questa prova, i peggiori giudicati da Massari andranno anch'essi a disputare la prova eliminatoria.
- Prova eliminatoria: In quest'ultima prova, i pasticceri peggiori della prima prova e della prova in esterna si sfideranno in una prova di abilità a tempo dentro l'Accademia, dopodiché al termine di questa manche verrà decretato il peggiore che verrà eliminato.

## Puntate

### Tabella eliminazioni
|           | 1                 | 1                 | 1         | 2                 | 2                 | 2         | 3                 | 3                 | 3         | 4                 | 4                 | 4         | 5                 | 5     | 5         |  |  |  |  |  |  |  |  |  |  |  |  |  |  |  |  |  |  |  |
| Antonio   | SALVO             | SALVO             | -         | SALVO             | SALVO             | -         | SALVO             | SALVO             | -         | SALVO             | SALVO             | -         | SALVO             | SALVO | VINCITORE |  |  |  |  |  |  |  |  |  |  |  |  |  |  |  |  |  |  |  |
| Gianluca  | SALVO             | SALVO             | -         | SALVO             | SALVO             | -         | SALVO             | PEGGIORE 2ª PROVA | SALVO     | SALVO             | SALVO             | -         | MIGLIORE 1ª PROVA | -     | SECONDO   |  |  |  |  |  |  |  |  |  |  |  |  |  |  |  |  |  |  |  |
| Roberto   | SALVO             | SALVO             | -         | SALVO             | SALVO             | -         | SALVO             | SALVO             | -         | PEGGIORE 1ª PROVA | -                 | SALVO     | SALVO             | TERZO | TERZO     |  |  |  |  |  |  |  |  |  |  |  |  |  |  |  |  |  |  |  |
| Naausica  | SALVA             | SALVA             | -         | SALVA             | SALVA             | -         | PEGGIORE 1ª PROVA | -                 | SALVA     | SALVA             | PEGGIORE 2ª PROVA | ELIMINATA |                   |       |           |  |  |  |  |  |  |  |  |  |  |  |  |  |  |  |  |  |  |  |
| Emilio    | SALVO             | SALVO             | -         | SALVO             | PEGGIORE 2ª PROVA | SALVO     | SALVO             | PEGGIORE 2ª PROVA | ELIMINATO |                   |                   |           |                   |       |           |  |  |  |  |  |  |  |  |  |  |  |  |  |  |  |  |  |  |  |
| Giada     | SALVA             | SALVA             | -         | PEGGIORE 1ª PROVA | -                 | SALVA     | PEGGIORE 1ª PROVA | -                 | ELIMINATA |                   |                   |           |                   |       |           |  |  |  |  |  |  |  |  |  |  |  |  |  |  |  |  |  |  |  |
| Silvia    | SALVA             | PEGGIORE 2ª PROVA | SALVA     | SALVA             | PEGGIORE 2ª PROVA | ELIMINATA |                   |                   |           |                   |                   |           |                   |       |           |  |  |  |  |  |  |  |  |  |  |  |  |  |  |  |  |  |  |  |
| Martina   | SALVA             | PEGGIORE 2ª PROVA | SALVA     | PEGGIORE 1ª PROVA | -                 | ELIMINATA |                   |                   |           |                   |                   |           |                   |       |           |  |  |  |  |  |  |  |  |  |  |  |  |  |  |  |  |  |  |  |
| Valentina | PEGGIORE 1ª PROVA | -                 | ELIMINATA |                   |                   |           |                   |                   |           |                   |                   |           |                   |       |           |  |  |  |  |  |  |  |  |  |  |  |  |  |  |  |  |  |  |  |
| Anthony   | PEGGIORE 1ª PROVA | -                 | ELIMINATO |                   |                   |           |                   |                   |           |                   |                   |           |                   |       |           |  |  |  |  |  |  |  |  |  |  |  |  |  |  |  |  |  |  |  |

## Dettaglio delle puntate

### Prima puntata
La prima puntata è andata in onda il 25 novembre 2014.
- Prima prova (Se tu fossi un dolce...): i dieci aspiranti pasticceri dovevano creare un dolce che li rappresenti meglio prendendo tutti gli ingredienti nella dispensa in tre ore. Terminato il tempo tutti i dolci verranno sottoposti all'assaggio e al giudizio dei giudici.
  - Dolce migliore: Kika (Naausica)
  - Dolci peggiori: Delizia di cioccolato (Anthony); A Leo (Valentina)
- Prova in esterna: In questa prova in esterna, gli otto concorrenti che si sono qualificati sono stati divisi in coppie formate da: Antonio e Giada; Silvia e Martina; Roberto e Naausica ed Emilio e Gianluca. Le coppie formatesi hanno dovuto creare un buffet di dolci a San Cassiano in Val Badia presso l'Hotel Rosa Alpina di Norbert Niederkofler usando quattro ingredienti che erano mele, frutti di bosco, nocciole e pino mugo. Una volta completato l'assaggio da parte di Iginio Massari, la coppia ritenuta peggiore ha dovuto affrontare i due peggiori della prima prova andando a sfidarsi nella prova eliminatoria in accademia.
  - Coppia migliore: Gianluca ed Emilio
  - Coppia peggiore: Silvia e Martina
- Prova eliminatoria: I quattro peggiori pasticceri delle precedenti prove hanno dovuto affrontare una prova in cui in quattro minuti dovevano preparare una crema pasticciera, una bavarese al pistacchio scegliendo fra tre varietà di pistacchio e una mousse al cioccolato scegliendo fra tre varietà di cioccolato diverse, in cui, al termine dell'assaggio i due peggiori sono stati eliminati.
  - Eliminati: Anthony e Valentina

### Seconda puntata
La seconda puntata è andata in onda il 2 dicembre 2014.
- Prima prova (Pasticceria Mignon): gli otto aspiranti pasticceri rimasti in gara dovevano creare un buffet di dolci di pasticceria mignon con bignè, mignon su tartelletta, e mignon al taglio prendendo tutti gli ingredienti nella dispensa in tre ore, poi, a metà gara tutti i concorrenti hanno dovuto realizzare con gli ingredienti avanzati anche un mignon al bicchiere e con la possibilità di entrare in dispensa per prendere il bicchiere. Terminato il tempo tutti i dolci verranno sottoposti all'assaggio e al giudizio dei giudici.
  - Dolce migliore: -
  - Dolci peggiori: Delizie della Regina (Giada); Da Nord a Sud (Martina)
- Prova in esterna: In questa prova in esterna, i sei concorrenti che si sono qualificati sono stati divisi in coppie formate da: Antonio e Naausica; Emilio e Silvia e Roberto e Gianluca. Le coppie formatesi hanno dovuto creare una torta nuziale seguendo delle precise indicazioni dategli dal maestro Massari presso la cucina di un ristorante di Santa Maria a Vico (CE) nella quale si tiene il pranzo di matrimonio di una giovane coppia di sposi. Al momento del taglio della torta, la torta della coppia che è stata scelta e tagliata si è conquistata l'accesso diretto alla puntata successiva, invece, le restanti due hanno dovuto subire il giudizio da parte di Iginio Massari dove la coppia ritenuta peggiore ha dovuto affrontare i due peggiori della prima prova andando a sfidarsi nella prova eliminatoria in accademia.
  - Coppia migliore: Antonio e Naausica
  - Coppia peggiore: Emilio e Silvia
- Prova eliminatoria: I quattro peggiori pasticceri delle precedenti prove hanno dovuto affrontare una prova in cui dovevano preparare in due ore 20 macarons con una farcitura unica per tutti scegliendo tra una varietà di colori diversi grazie a dei coloranti naturali o in polvere, in cui, al termine dell'assaggio i due peggiori sono stati eliminati.
  - Eliminati: Martina e Silvia

### Terza puntata
La terza puntata è andata in onda il 9 dicembre 2014.
- Prima prova (Millefoglie o Saint - Honoré): i sei aspiranti pasticceri rimasti in gara dovevano creare in 3 ore con gli ingredienti presi in dispensa un dolce a base di pasta sfoglia preparata dal maestro Biasetto e presente sul banco dei concorrenti scegliendo tra i due che sono a tema della manche. La difficoltà di questa prova risiede nel fatto che i concorrenti vicini di banco dovevano scambiarsi i cestini e realizzare la ricetta del compagno scambiato. Terminato il tempo tutti i dolci verranno sottoposti all'assaggio e al giudizio dei giudici.
  - Dolce migliore: Si vola (Saint - Honoré) (Antonio)
  - Dolci peggiori: Saint - Honoré (Giada); Tramezzino Millefoglie (Naausica)
- Prova in esterna: In questa prova in esterna, i quattro concorrenti che si sono qualificati sono stati divisi in coppie dove il migliore della prima prova ha avuto il vantaggio di scegliersi il compagno ed erano formate da: Antonio e Roberto ed Emilio e Gianluca. Le coppie arrivate a Palermo nei dintorni di Piazza Politeama hanno dovuto creare un buffet di dolci di pasticceria siciliana (cannoli siciliani, pasta alle mandorle, cassata siciliana) seguendo le indicazioni dategli dai pasticceri locali per una serata evento a Villa Tasca dove a fine serata le due coppie hanno dovuto subire il giudizio da parte di Iginio Massari dove la coppia ritenuta peggiore ha dovuto affrontare i due peggiori della prima prova andando a sfidarsi nella prova eliminatoria in accademia.
  - Coppia peggiore: Emilio e Gianluca
- Prova eliminatoria (L'intruso): I quattro peggiori pasticceri delle precedenti prove hanno dovuto affrontare una prova in cui dovevano preparare in un'ora dovevano preparare un dolce usando degli ingredienti messi in un cestino che erano: peperoni gialli, rape rosse, basilico e melanzane dove al termine dell'assaggio i due peggiori sono stati eliminati.
  - Eliminato: Fantasia (Emilio)
  - Dolci peggiori: Crostatine al basilico (Giada), All - in (Naausica)
- Spareggio: Visto l'esito positivo della prova eliminatoria, Giada e Naausica hanno dovuto riconoscere nell'assaggio bendati in 60 secondi i dieci ingredienti di un dolce preparato dal maestro Leonardo Di Carlo (Essenza d'infinito: uova, latte fresco, limone, zucchero semolato, panna, farina, vaniglia, cioccolato bianco 35%, mandorle ed olio extravergine di oliva) dove chi ha indovinato meno ingredienti è stato eliminato.
- Salva: Naausica (8)
  - Eliminata: Giada (5)

### Quarta puntata
La quarta puntata è andata in onda il 17 dicembre 2014.
- Prima prova (croquembouche): i quattro aspiranti pasticceri arrivati in semifinale dovevano montare una base di croccante e fare una piramide alta almeno 60 cm utilizzando all'incirca 150 bignè farcendoli a proprio piacere e decorare il dolce secondo il proprio stile in tre ore. Terminato il tempo tutti i dolci verranno sottoposti all'assaggio e al giudizio dei giudici.
- Dolce peggiore: Roberto
- Prova in esterna: I tre pasticceri che hanno superato la prima prova, hanno dovuto affrontare una prova in esterna che si è tenuta a Roma, in Piazza Farnese dove ognuno ha dovuto creare un banchetto nel mezzo della piazza affollata di persone e creare 100 tiramisù dove oltre al giudizio da parte di Iginio Massari si è aggiunto quello della gente con cui dava un gettone al dolce assaggiato e preparato dal concorrente. Al termine della prova, l'aspirante pasticcere che ha ricevuto più gettoni veniva dichiarato il migliore e passava direttamente alla prova successiva mentre i due concorrenti hanno dovuto subire il giudizio da parte di Iginio Massari dove il concorrente ritenuto peggiore ha dovuto affrontare il peggiore della prima prova andando a sfidarsi nella prova eliminatoria in accademia.
- Concorrente migliore: Gianluca
- Concorrente peggiore: Naausica
- Prova eliminatoria (Calci di rigore): i due peggiori pasticceri delle prove precedenti hanno dovuto creare in un'ora e mezza senza accedere in dispensa cinque creazioni diverse usando alcuni dei 20 ingredienti presenti nei cestini che erano: zucchero semolato, farina 180, burro - uova - sale, latte - panna, cioccolato 70%, cioccolato bianco 35%, polpa di lampone, polpa di mango, vaniglia - limone, pasta di pistacchio, pasta di nocciole, gelatina, frutti di bosco, farina di mandorle, mascarpone e cacao in polvere. Terminata la prova, ogni concorrente decideva l'ordine di presentazione dei suoi dolci per sottoporre all'assaggio dei giudici dove ad ogni assaggio i giudici davano un punto al pasticcere che si è rivelato più convincente. Il pasticcere che in totale ha totalizzato 3 punti si è guadagnato l'accesso alla finale mentre il peggiore è stato eliminato.
  - Eliminata: Naausica

### Quinta puntata
La quinta puntata è andata in onda il 23 dicembre 2014.
- Prima prova (Le quattro stagioni): i tre aspiranti pasticceri arrivati in finale, in questa prima prova, dovevano preparare un dolce in tre ore ispirato al dessert de Le quattro stagioni preparato dalla pasticciera campionessa del mondo Loretta Fanella scegliendo una stagione in particolare. Terminata la preparazione, i giudici procedevano all'assaggio insieme al giudizio sull'estetica del dessert di Loretta Fanella dove colui che è stato decretato il migliore andava direttamente a disputare la manche finale, mentre gli altri due pasticceri andavano a sfidarsi nella prova in esterna.
- Dolce migliore: Al crepuscolo[1] (Gianluca)
- Prova in esterna: Gli altri due pasticceri rimasti in gara, dovevano affrontare una prova in esterna assistiti dal tutor Iginio Massari e dal maestro cioccolatiere Davide Comaschi all'interno della Triennale di Milano. La prova è consistita nel creare una scultura in cioccolato ispirata al tema dell'Expo 2015 insieme a dei cioccolatini mostrandola in una delle sale della Triennale dove oltre al giudizio estetico di Davide Comaschi e a quello gustativo di Iginio Massari si è aggiunto anche quello dei tre giudici. Al termine della gara, il migliore decretato da Iginio Massari si è aggiudicato la possibilità di disputare la manche finale, mentre l'altro è stato eliminato.
- Concorrente migliore: Antonio
- Prova finale: I due finalisti delle precedenti prove, hanno dovuto svolgere la prova finale in accademia, che si è divisa in due fasi:

Nella prima fase, i due pasticceri arrivati in finale, dovevano creare in tre ore un dolce ispirato al 1800 e alla tradizione di Marie-Antoine Carême, dove terminata la prova si procedeva all'assaggio da parte dei tre giudici oltre al giudizio sull'estetica del dolce da parte del pasticcere Rossano Boscolo.
Nella seconda fase, invece, gli aspiranti pasticceri in tre ore dovevano creare una loro torta personale dove dopo l'assaggio da parte dei tre giudici è stato decretato il vincitore della prima edizione del programma.
- Vincitore: Antonio (Africa)[2]

## Ascolti
| Puntata       | Messa in onda    | Telespettatori | Share |
| ------------- | ---------------- | -------------- | ----- |
| 1             | 25 novembre 2014 | 1.468.000      | 5,62% |
| 2             | 2 dicembre 2014  | 1.691.000      | 6,58% |
| 3             | 9 dicembre 2014  | 1.582.000      | 6,07% |
| 4             | 17 dicembre 2014 | 1.739.000      | 6,84% |
| 5             | 23 dicembre 2014 | 1.987.000      | 8,49% |
| Media Auditel | Media Auditel    | 1.693.000      | 6,72% |